# Элита (роман)
«Элита» — подростковый роман-антиутопия 2013 года американской писательницы Киры Касс, продолжение романа «Отбор». Роман продолжает сюжетную линию предыдущего — историю Америки Сингер из семьи художников и музыкантов, отобранной в число 35 девушек-претенденток на брак с принцем и титул будущей королевы государства. В России книга была опубликована в 2014 году издательством Азбука. Продолжение цикла, роман под названием «Единственная», вышло в 2014 году.

## Сюжет
Роман продолжает историю Америки Сингер, вошедшей в число 35 претенденток на брак с принцем Максоном. Теперь во дворце остаётся всего шесть девушек. Америка мечется между своими чувствами к своей первой любви — солдату Аспену — и принцу и не может окончательно решить в пользу одного из них. Параллельно она узнаёт больше об истории государства, его сути и законах; к проблеме собственных чувств добавляется и вера героини в свои собственные качества, позволяющие стать будущей королевой и, наоборот, мешающие этому. Из дневника первого правителя государства, который тайно даёт ей принц, она узнаёт, что несправедливость была положена в основу всего устройства страны. Решение Америки затрудняет и расставание с лучшей подругой Марли, также входившей в число шести девушек. Марли обличили в измене и подвергли жестокому публичному наказанию. Америка понимает, что несмотря на свои чувства к принцу, она не сможет в будущем оставаться в стороне от несправедливых решений, касающихся людей. Обнаруживается и то, что несмотря на взаимность чувств с принцем другие девушки, оставшиеся в отборе, имеют достаточно хорошие шансы на корону только лишь благодаря более подходящему для будущей принцессы характеру.

## Критика
Издание Publishers Weekly охарактеризовало роман как «приятную, чистую, романтическую радость для читателей», несмотря на «немного затянувшиеся метания» героини. RT Book Reviews дал роману 4 балла из 5 и отметил увлекательный сюжет и некоторые непредсказуемые повороты. Kirkus Reviews дал роману невысокую оценку (так же, как и предшествующему «Отбору»), ссылаясь на нелогичность эпизодов с нападениями на дворец и непродуманность общего устройства и истории мира книги.